# NGC 457
NGC 457 ist ein offener Sternhaufen im Sternbild Kassiopeia am Nordsternhimmel. Er hat einen Durchmesser von 13' und eine scheinbare Helligkeit von +6,4 mag. Damit zählt der Haufen zu den hellsten Sternhaufen im Sternbild Cassiopeia und zu den hellsten offenen Sternhaufen, die nicht im Messier-Katalog aufgeführt sind. Aufgrund seines Aussehens wird der Sternhaufen auch mit den Spitznamen Eulenhaufen oder E.T.-Haufen betitelt.
Der hellste und dominierende Stern ist Phi Cassiopeiae, weswegen der Haufen gelegentlich auch als Phi-Cassiopeiae-Haufen bezeichnet wird. Zusammen mit Phi Cassiopeiae sticht HD 7902 deutlich hervor und die beiden Sterne bilden zusammen die „Augen“ des Haufens. Allerdings handelt es sich wahrscheinlich sowohl bei Phi Cassiopeiae als auch bei HD 7902 um Vordergrundsterne und nicht um tatsächliche Mitglieder des Sternhaufens. NGC 457 liegt im Perseus-Arm der Milchstraße, etwa 10.500 Lichtjahre vom Sonnensystem entfernt; die Ausdehnung des Sternhaufens wird auf ungefähr 30 Lichtjahre, sein Alter auf rund 20 Millionen Jahre geschätzt.
Das Objekt wurde am 18. Oktober 1787 von Wilhelm Herschel entdeckt.

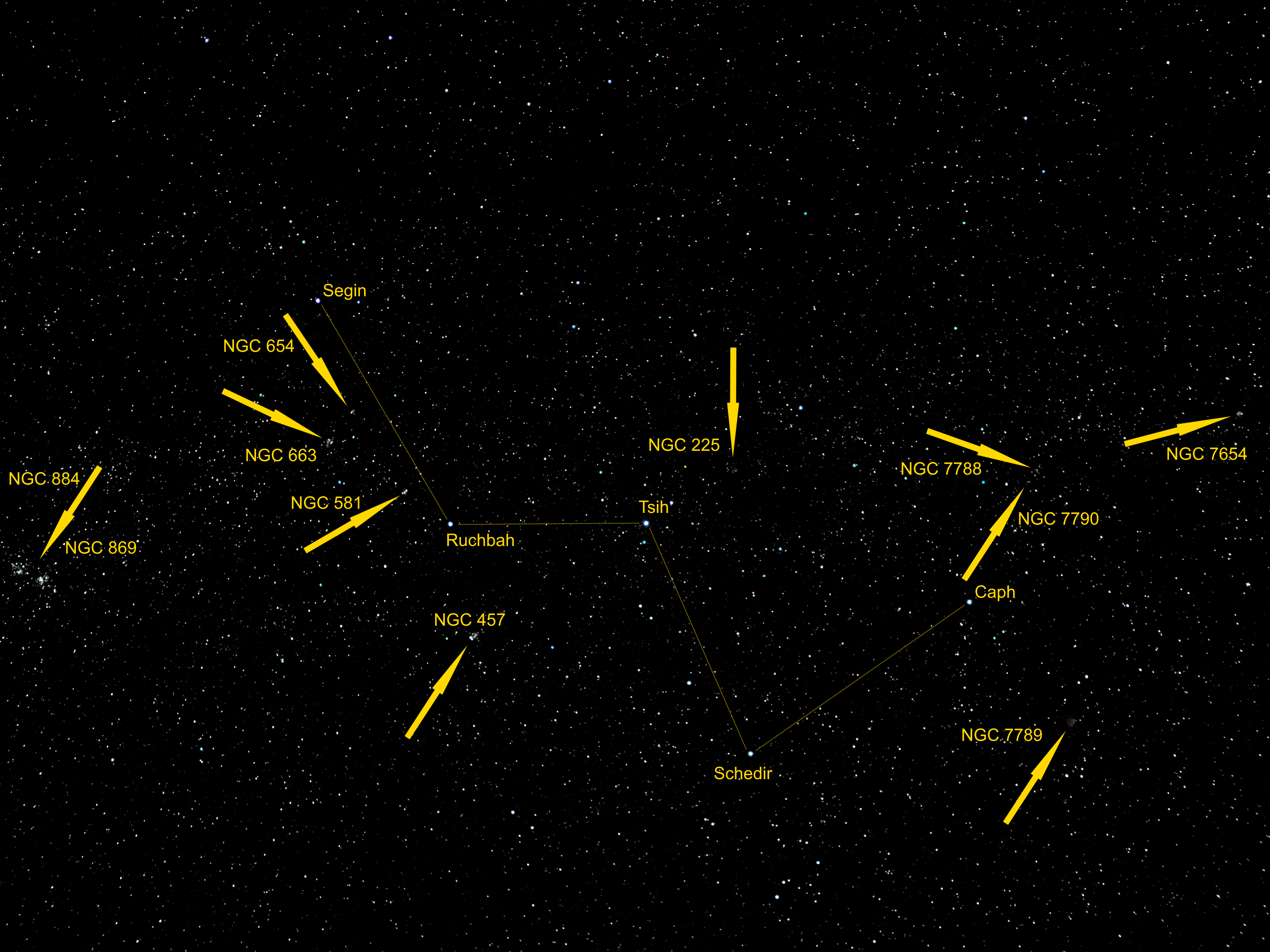
Das Sternbild Kassiopeia mit der Lage der Doppelsternhaufen χ Persei (NGC 884) und h Persei (NGC 869) sowie der Sternhaufen NGC 654, NGC 663, NGC 581, NGC 457, NGC 225, NGC 7788, NGC 7790, NGC 7789 und NGC 7654.